# 린리샹
린리샹(중국어: 林立祥, 병음: Lin Lixiang, 한자음: 임입상, 1993년 9월 7일 ~ )은 중화민국의 바둑 기사이다. 타이중시 출신으로 대만기원 소속의 7단이다.

## 경력
2007년 프로 바둑에 입단하여 2008년에 2단으로 승단했고 기성전에 진출했다. 2009년 3단으로 승단했고 천원전과 기성전, 국수전, 왕좌전에 진출했다. 2010년 4단으로 승단하고 해봉배 4강에 올랐다. 2011년 감은배신예연마전 A리그에서 7승 무패로 1위를 차지해 결승에 진출했으나 린쥔옌에게 패해 준우승에 머물렀다. 2012년 5단으로 승단했다. 2013년 중환기성전 결승에 진출하여 왕위안쥔을 2승 무패로 꺽고 우승을 차지했고 6단으로 승단했다.
2014년 세계지능스포츠대회에 출전하여 남녀페어전 동메달을 받았고 2015년 오카게배 국제신예바둑대항전 4강에 올랐다. 2016년 7단으로 승단했고 제8회 응씨배 세계 바둑 선수권 대회 16강에 진출했지만 이세돌에게 패해 탈락했다.